# Dekanat Łobżenica
Dekanat Łobżenica – jeden z dwudziestu jeden dekanatów w rzymskokatolickiej diecezji bydgoskiej.

## Parafie
W skład dekanatu wchodzi 9 parafii (kolejność według dat erygowania parafii):
| Lp | Miejscowość / parafia                      | Rok erygowania | Patron                    | Odpust parafialny                     | Uwagi | Zdjęcie |
| -- | ------------------------------------------ | -------------- | ------------------------- | ------------------------------------- | --- | ------- |
| 1  | Łobżenica Trójcy Świętej                   | 1141           | Trójca Święta             | Święto Trójcy Świętej, 7 października | barokowy kościół parafialny z 1662, przebudowany w l. 1931-1932; kościoły filialne: św. Szczepana w Łobżenicy (poewangelicki z l. 1910-1911) oraz Najświętszego Serca Pana Jezusa w Rudnej; kaplica przy DPS Chlebno                                                            |         |
| 2  | Dźwierszno Wielkie św. Mikołaja            | 1285-1360      | św. Mikołaj z Miry        | 6 grudnia 10 sierpnia                 | www |         |
| 3  | Bługowo św. Jakuba Większego Apostoła      | 1339           | św. Jakub Większy Apostoł | 25 lipca                              | Kościół parafialny z 1869 roku; wraz z parafią św. Mikołaja w Tłukomach tworzy od 1986 unię personalną kierowaną przez jednego proboszcza |         |
| 4  | Gromadno św. Jakuba Większego              | 1511           | św. Jakub Większy Apostoł | 25 lipca                              | Kościół parafialny w stylu neoromańskim z 1873 roku;www |         |
| 5  | Runowo Krajeńskie Świętej Trójcy           | 1660           | Trójca Święta             | Święto Trójcy Świętej                 | Barokowy kościół parafialny z 1606 roku; www |         |
| 6  | Fanianowo św. Józefa                       | 1936           | św. Józef z Nazaretu      | 19 marca 15 września (kaplica)        | Kościół parafialny w Fanianowie; kaplice: Matki Bożej Bolesnej w Dębnie oraz przy DPS; www |         |
| 7  | Górka Klasztorna NMP Niepokalanie Poczętej | 1971           | NMP Niepokalanie Poczęta  | 8 grudnia (niedziela)                 | Parafia prowadzona przez Zgromadzenie Misjonarzy Świętej Rodziny; kościół parafialny z 1648 roku, w 2015 ustanowiony Bazyliką Mniejszą; Sanktuarium Marki Bożej Góreckiej, przy którym znajduje się dom zakonny oraz Górecki Ośrodek Rekolekcyjno-Pielgrzymkowy „Coronata”; www |         |
| 8  | Radzicz św. Andrzeja Boboli                | 1973           | św. Andrzej Bobola        | 16 maja                               | Kościół parafialny poewangelicki z 1871 roku; www |         |
| 9  | Tłukomy św. Mikołaja                       | 1986           | św. Mikołaj z Miry        | 6 grudnia                             | Kościół parafialny poewangelicki z 1913 roku; wraz z parafią św. Jakuba w Bługowie tworzy unię personalną kierowaną przez jednego proboszcza; www |         |